# AfriNIC
AfriNIC (African Network Information Center) је регионални интернет регистар (RIR) за Африку.
Седиште AfriNIC се налази у Ебен ситију, Маурицијус. ICANN је незванично, 11. октобра 2004. године, признао AfriNIC а постао је активан 22. фебруара 2005. године. Званично је призната од стране ICANN априла 2005. године.
Пре тога, ИП адресе су издавали APNIC, ARIN и RIPE NCC.